# Route der Industriekultur – Sakralbauten

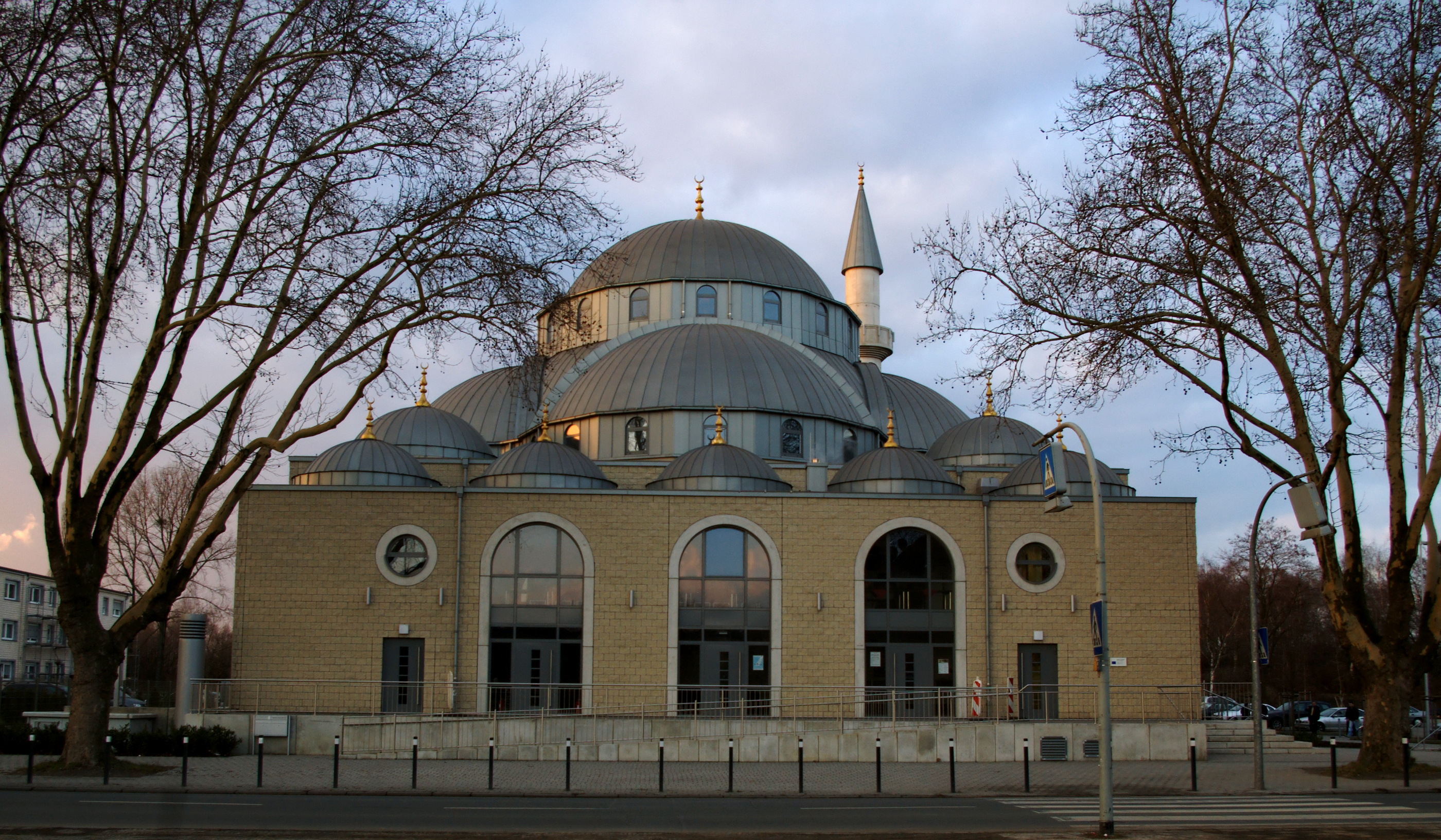
Merkez-Moschee in Duisburg

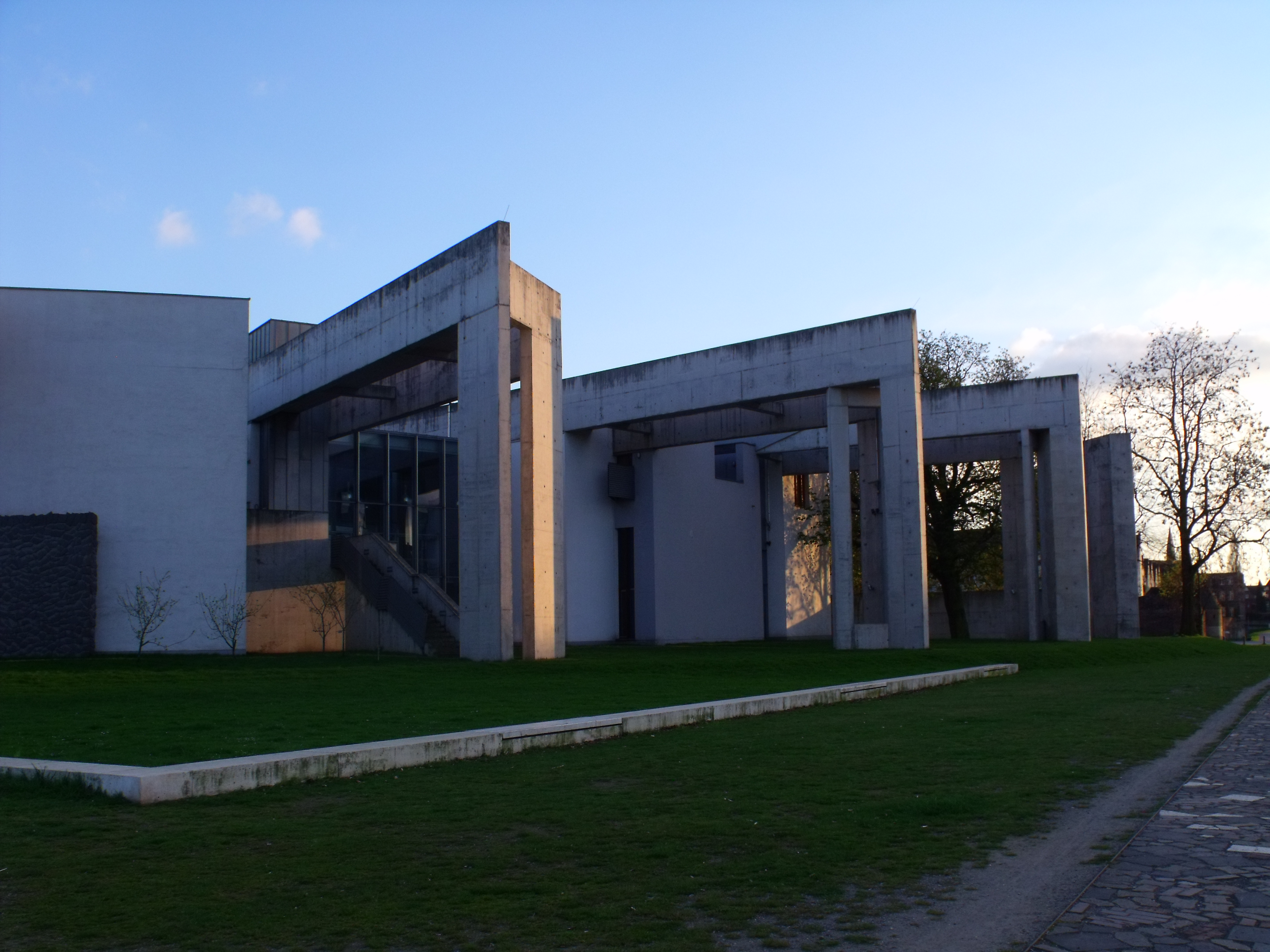
Synagoge im Duisburger Innenhafen

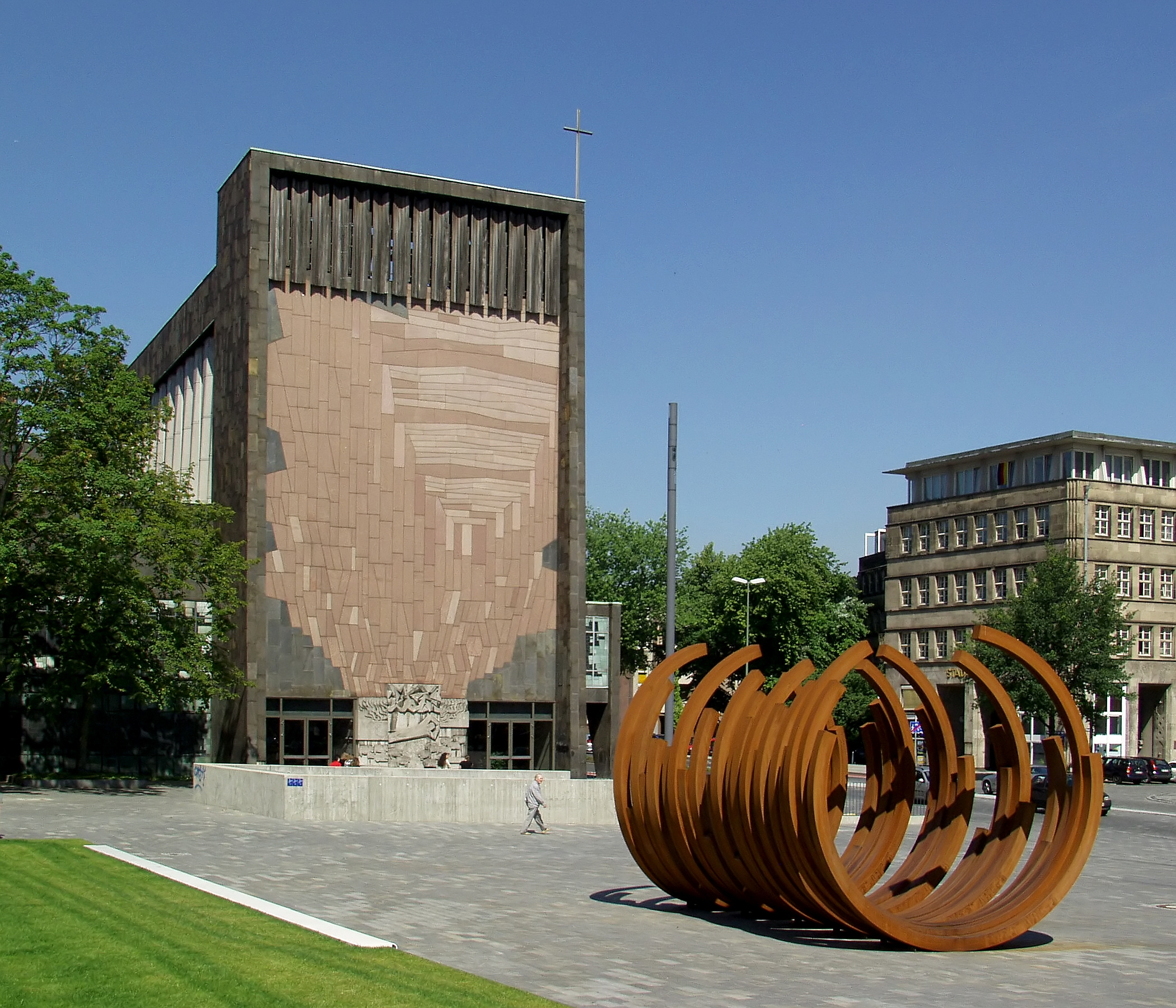
Liebfrauenkirche in Duisburg

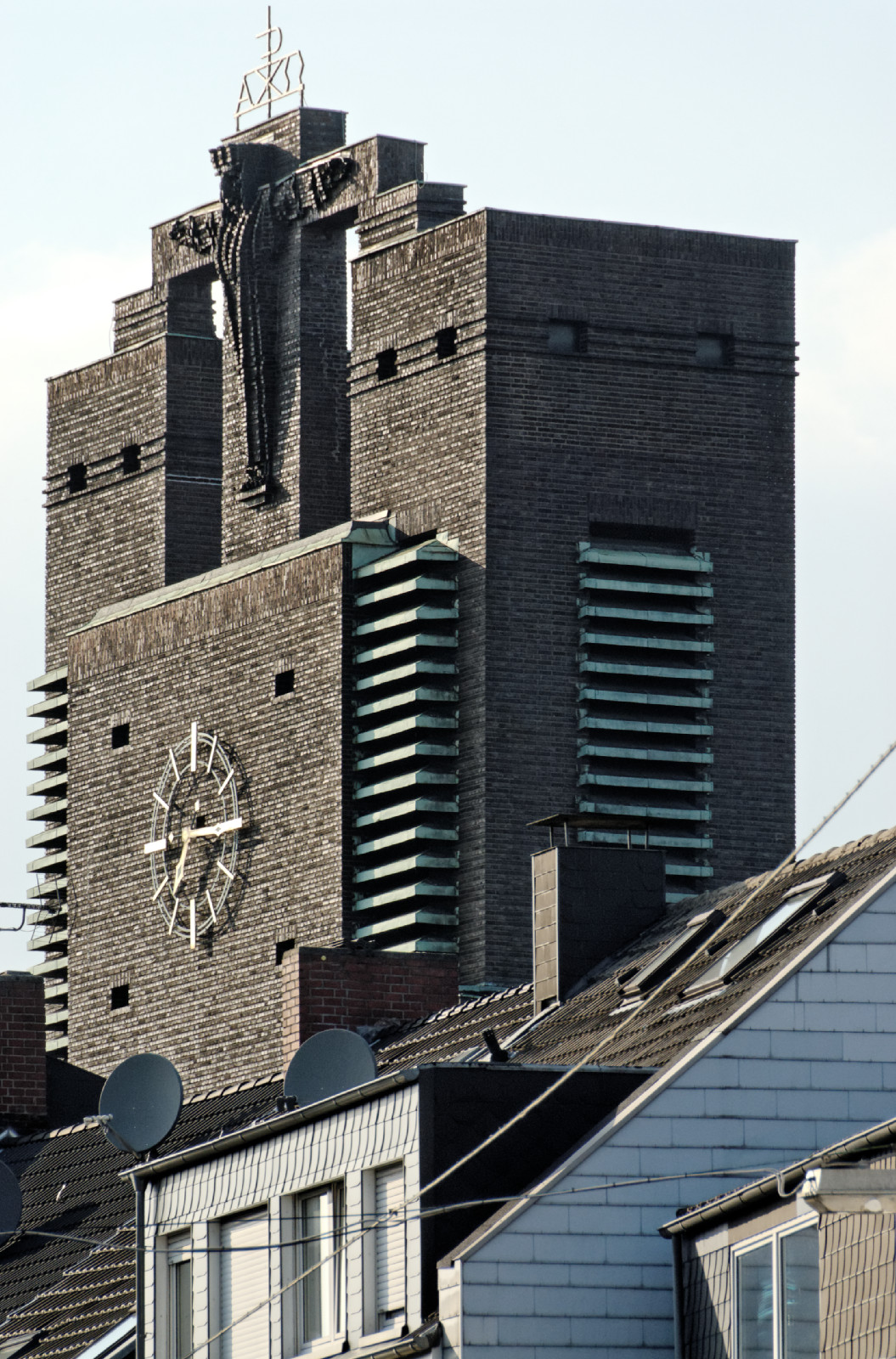
Turm der Heilig-Kreuz-Kirche in Gelsenkirchen-Ückendorf

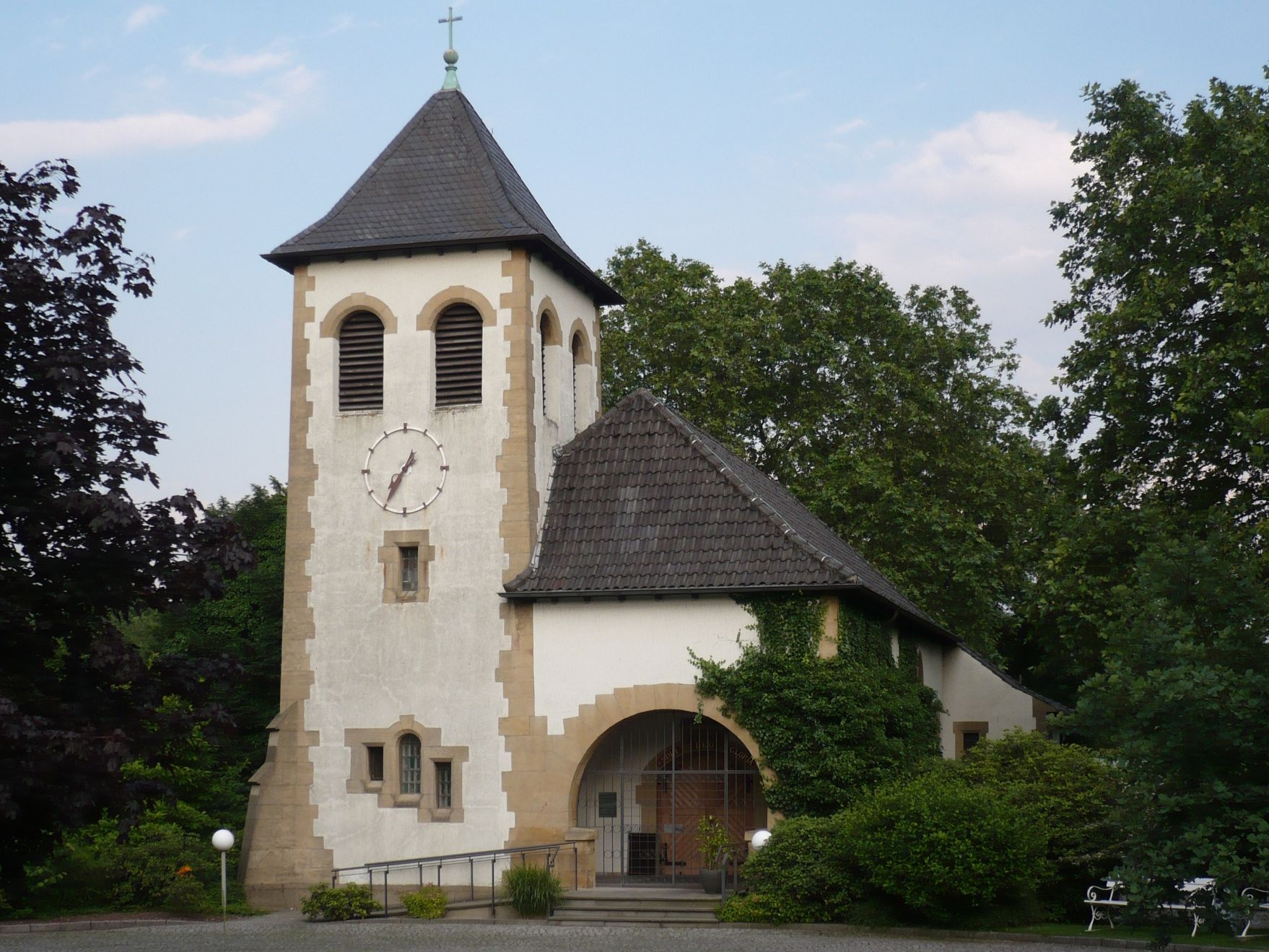
Altenhofkapelle, heute Kapelle des Alfried Krupp Krankenhauses in Essen-Rüttenscheid

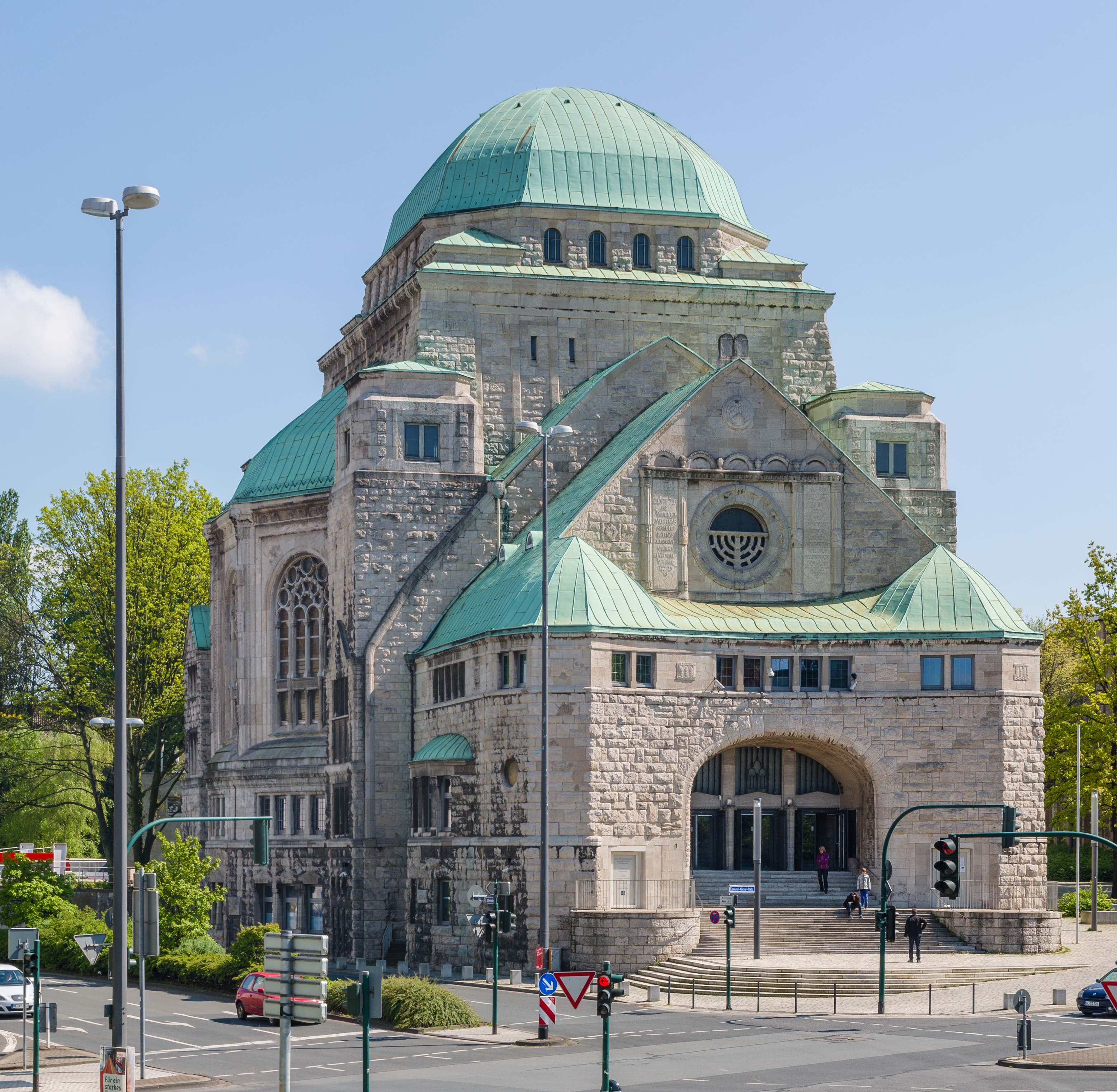
Alte Synagoge in Essen

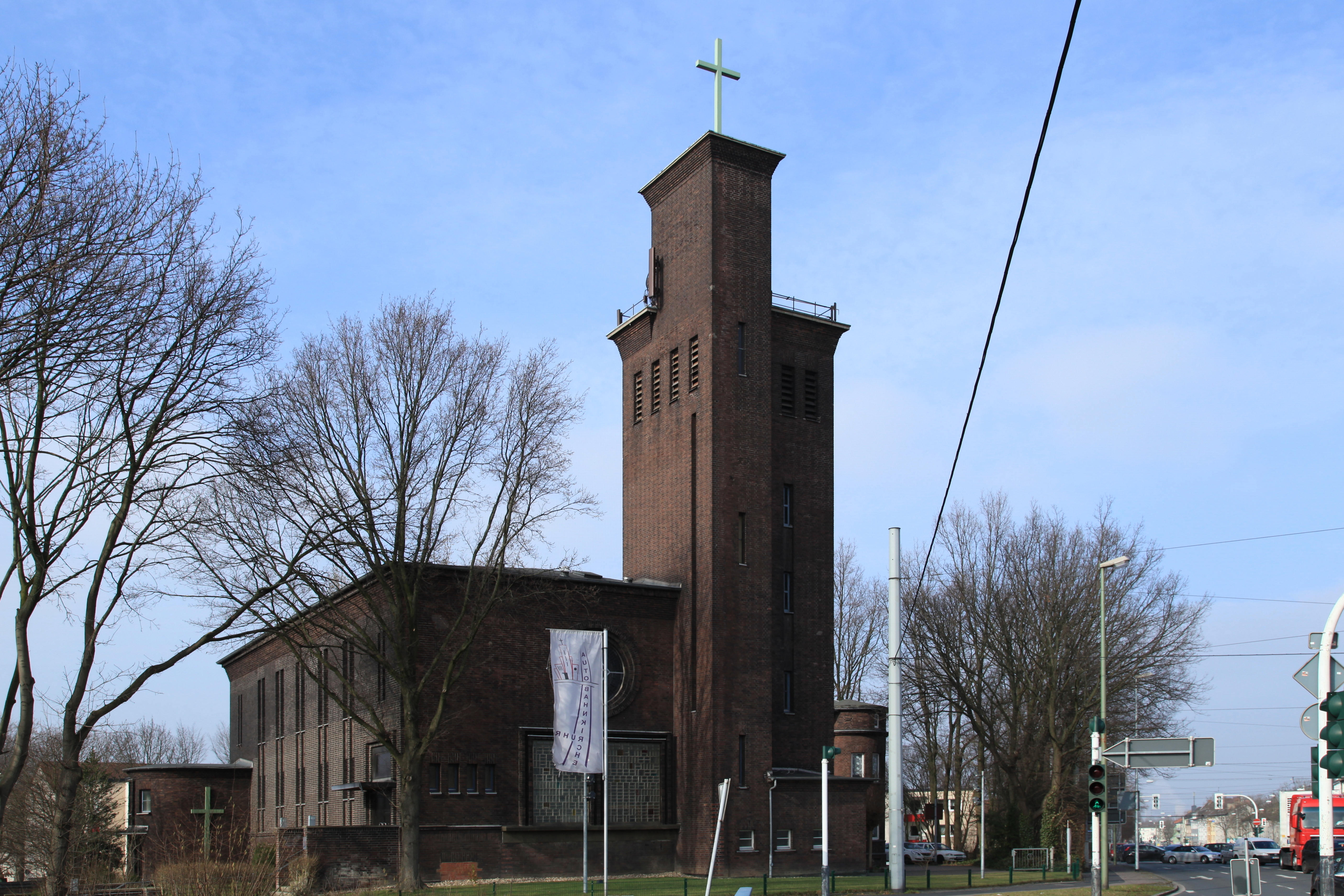
Autobahnkirche Ruhr

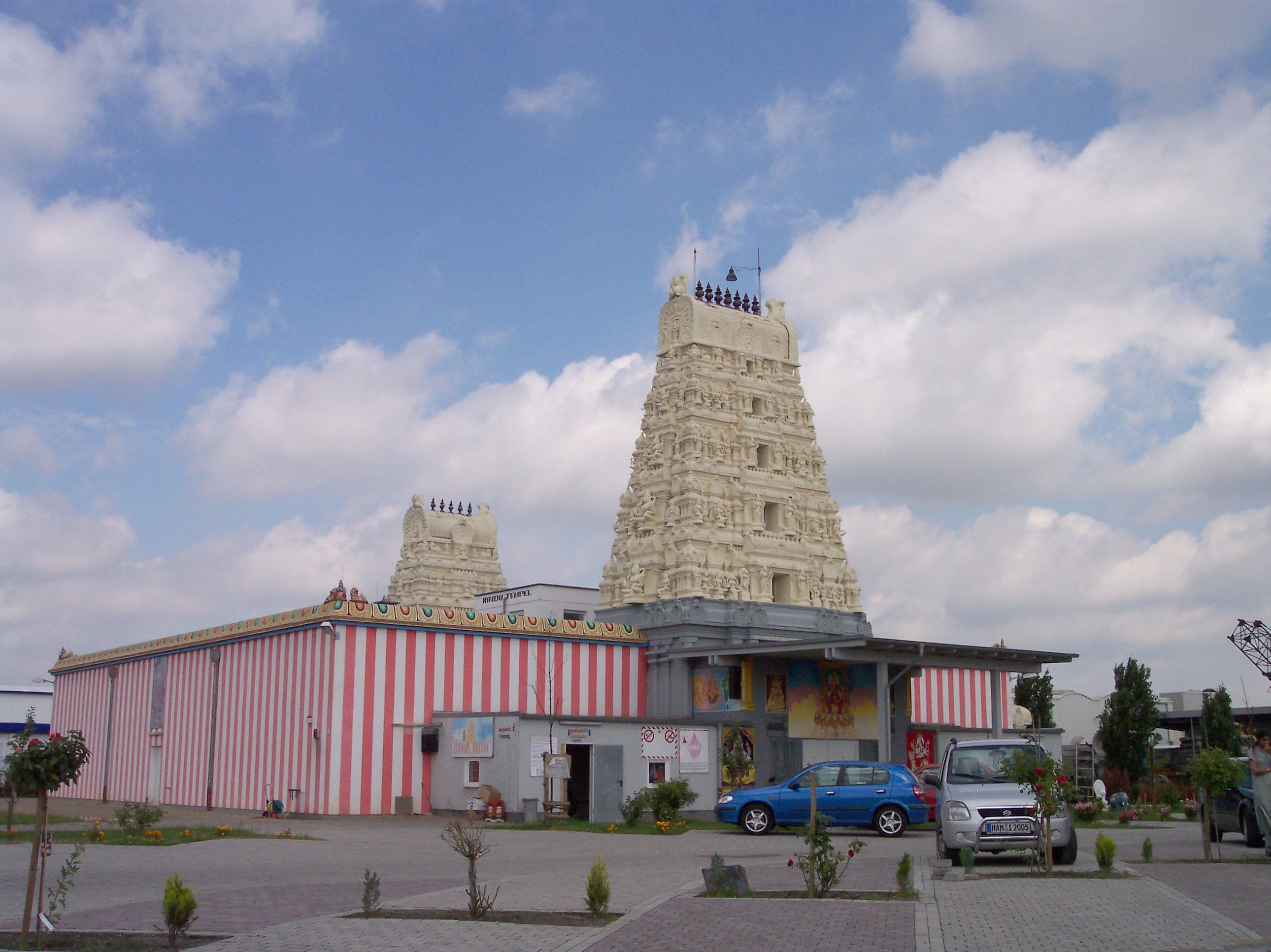
Sri Kamadchi Ampal-Tempel in Hamm

In der 26. Themenroute Sakralbauten sind Kirchen, Moscheen, Synagogen und ein Hindutempel zu finden. Der Regionalverband Ruhr veröffentlichte die Route Anfang Mai 2013 und erweiterte damit nach einigen Jahren die Route der Industriekultur um eine gänzlich neue Route. 
Die etwa 70, teilweise profanierten und umgenutzten Sakralbauten wurden danach ausgewählt, dass sie typisch für das Ruhrgebiet sind. Kirchbauten aus dem Mittelalter wurden nicht aufgenommen, da sie bereits vor dem später sogenannten Ruhrgebiet erbaut wurden. Mit der Route sollen  die Vielfalt und Geschichte der Konfessionen und Religionen im Ruhrgebiet nahegebracht werden. 

## Stationen der Route
- evangelische Kreuzeskirche, 1905 erbaut, seit 1985 unter Denkmalschutz, offenen Stadtteilkirche in Duisburg-Marxloh
- Merkez-Moschee, mit Begegnungsstätte, Islam-Bibliothek/-Archiv, Duisburg-Marxloh
- katholische Liebfrauenkirche, wird seit 2006 auch von der russisch-orthodoxen Gemeinde genutzt, Duisburg-Bruckhausen
- evangelische Jakobuskirche (nur noch der Turm ist erhalten) und ehemals calvinistisches Bethaus, heute Gemeindesaal, Duisburg-Ruhrort
- Liebfrauenkirche, heute von der Stiftung Brennender Dornbusch getragen, die 2009 profanierte Oberkirche steht für kulturelle Veranstaltungen zur Verfügung, Gottesdienste und Citypastoral in der Unterkirche, Duisburg-Mitte
- Synagoge am Innenhafen in Duisburg
- St. Mariä Geburt, 1928/29 im Stil der Neue Sachlichkeit und mit finanzieller Unterstützung der Firma Thyssen erbaut, Mülheim an der Ruhr-Mitte
- Auferstehungskirche Heilig Kreuz, 2007 profaniert, 2009 umgewidmet zur Urnenbeisetzungsstelle, Mülheim an der Ruhr-Nord
- St. Barbara, gelebte Bergbautradition u. a. mit dem jährlich aufgeführten Musical zu Ehren Nikolaus Groß, Mülheim an der Ruhr-Dümpten
- St. Mariae Rosenkranz, Mülheim an der Ruhr-Styrum
- ehemalige Kirche Heilige Familie, 1958 erbaut, heute umgenutzt für die Oberhausener Tafel
- Friedenskirche Oberhausen-Sterkrade, auf dem angrenzenden evangelische Friedhof liegen die Grabstellen der Familien Jacobi, Huyssen und Lueg
- St. Ludgerus, Alt-Schermbeck
- St. Antonius, jüngste katholische Kirche, 1997 fertiggestellt, Neukirchen-Vluyn
- Herz Jesu, Bottrop
- St. Marien, Gladbeck
- DITIB-Moschee, Gladbeck
- Heilig Kreuz, Gladbeck-Butendorf
- Martin Luther Forum Ruhr, in der ehemaligen Markuskirche, Gladbeck
- Herz Jesu, Gladbeck-Zweckel
- Bleckkirche, Gelsenkirchen-Bismarck
- Neue Synagoge, Gelsenkirchen
- Heilig Kreuz, Gelsenkirchen-Ückendorf
- St. Josef, Gelsenkirchen-Schalke
- St. Dimitrios, Herten
- Christuskirche, Recklinghausen
- St. Johannes, Recklinghausen-Suderwich
- Friedenskirche Datteln, 2007 Umwidmung zur Schifferkirche der Binnenschifffahrtsseelsorge des ev. Kirchenkreises Recklinghausen
- St. Antonius, Castrop-Ickern
- Ev. Kirche Katernberg, sogenannter Bergmannsdom, Essen-Katernberg
- St. Nikolaus, Essen-Stoppenberg
- Zu den heiligen Schutzengeln, Essen-Frillendorf
- Apostelkirche und Notkirche, Essen-Frohnhausen
- St. Antonius, Essen-Frohnhausen
- Kreuzeskirche, Essen-Stadtkern
- Alte Synagoge, heute Haus jüdischer Kultur, Essen-Stadtkern
- Friedenskirche, altkatholische Kirche, Essen-Mitte
- Auferstehungskirche, Essen-Südostviertel
- Erlöserkirche, Essen-Südviertel
- Altenhofkapelle, heute Kirche des Alfried Krupp Krankenhauses, Essen-Rüttenscheid, Siedlung Altenhof
- Evangelische Kirche Essen-Werden
- St. Mauritius, Hattingen-Niederwenigern
- Epiphanias-Kirche, seit 2010 auch Autobahnkirche, Bochum-Hamme
- Christuskirche, Bochum-Mitte
- Heimkehrer-Dankeskirche, Bochum-Weitmar
- Melanchthonkirche, Bochum-Wiemelhausen (neu im März 2014)
- Scharoun-Kirche, Bochum-Altenbochum (neu im März 2014)
- Barbara-Ausstellung im Deutschen Bergbau-Museum Bochum
- Christuskirche, Bochum-Gerthe
- Vinzentiuskirche, Bochum-Harpen
- Ev. Kirche Bochum-Werne
- Bonifatiuskirche, Herne-Mitte
- St. Marien, Herne-Baukau
- Dreifaltigkeitskirche, Herne-Holthausen
- St. Josef, Herne-Wanne
- Marienkirche Witten
- Bethaus im Muttental
- Christuskirche, Schwelm
- Heilig Geist, Hagen-Emst
- Matthäuskirche, Hagen-Eppenhausen
- Krematorium Hagen-Delstern
- Synagoge, heute Gedenk- und Erinnerungsstätte, Hagen-Hohenlimburg
- Immanuelkirche, Dortmund-Marten
- Grabeskirche Liebfrauen, Dortmund-Mitte
- Dreifaltigkeitskirche, Dortmund-Nordstadt
- St. Aposteln, Dortmund-Nordstadt
- Nicolaikirche, Dortmund-Kreuzviertel
- St. Clara, Dortmund-Hörde
- Lutherkirche, Dortmund-Asseln
- Große Kirche Dortmund-Aplerbeck
- Pauluskirche, Kamen
- Hindu-Tempel, Hamm

Symbole der Route der Industriekultur: Besucherzentrum  Ankerpunkt  Panorama  Siedlung .
2020 wurden die Stationen Heilig Kreuz, Bottrop und Christuskirche, Gelsenkirchen-Bismarck aus der Route entfernt.